# Pączkorostowce
Pączkorostowce (Blastocladiales H. E. Petersen – rząd grzybów zaliczany do typu pączkorostowych (Blastocladiomycota).

## Systematyka
Według aktualizowanej klasyfikacji Index Fungorum bazującej na Dictionary of the Fungi do Blastocladiales należą taksony:
- rodzina Blastocladiaceae H.E. Petersen 1909
- rodzina Catenariaceae Couch 1945
- rodzina Coelomomycetaceae Couch 1962
- rodzina Sorochytriaceae Dewel 1985
- rodzaje incertae sedis

Nazwa polska na podstawie rekomendacji Komisji ds. Polskiego Nazewnictwa Grzybów przy Polskim Towarzystwie Mykologicznym.